# Pendang
Huyện Pendang là một huyện thuộc bang Kedah của Malaysia. Huyện Pendang có dân số thời điểm năm 2010 ước tính khoảng 93525 người.